# Fedor Žugić
Fedor Žugić (in montenegrino Федор Жугић; Cattaro, 18 settembre 2003) è un cestista montenegrino.

## Carriera
Il 22 febbraio 2019 è diventato, a 15 anni e 157 giorni, il giocatore più giovane della storia ad aver esordito in Eurolega.

## Palmarès
- Campionato tedesco: 1

Ulm: 2022-2023
- Campionato montenegrino: 2

Budućnost: 2018-19, 2020-21
- Coppa del Montenegro: 3

Budućnost: 2019, 2020, 2021